# Campoplex erythrogaster
Campoplex erythrogaster là một loài tò vò trong họ Ichneumonidae.